# Бозтумсик
Бозтумси́к (каз. Бозтұмсық) — село у складі Улитауського району Улитауської області Казахстану. Адміністративний центр та єдиний населений пункт Каракенгірського сільського округу.
Населення — 564 особи (2021; 962 у 2009, 1166 у 1999, 1391 у 1989).
Національний склад станом на 1989 рік:
- казахи — 100 %.